# Castell de Montsuar
Castell de Montsuar és un monument del municipi d'Ivars d'Urgell (Pla d'Urgell) declarat bé cultural d'interès nacional.

## Descripció
Castell medieval documentat el segle xi, del qual no se'n coneixen restes visibles, en procés de recerca.

## Història
Castell medieval documentat el segle xi. Actualment no en queden restes.
El castell de Montaler consta com un límit de terme de la Fuliola en la carta de població d'aquesta vila de l'any 1080. És una construcció del Baix Imperi Romà que persisteix durant l'època visigòtica i que fou abandonat pels àrabs en avançar la Reconquesta cristiana.
Des dels seus orígens constituí una granja agrícola fortificada i així continuarà després que el castell fou conquerit per Ermengol IV.
El castell de Montsuà no apareix en la carta de població de la Fuliola. Fou repoblat per Gambau de Ribelles que el 1149 acompanyà al comte Ermengol VI d'Urgell a la conquesta de Lleida.